# Schloss Domanze

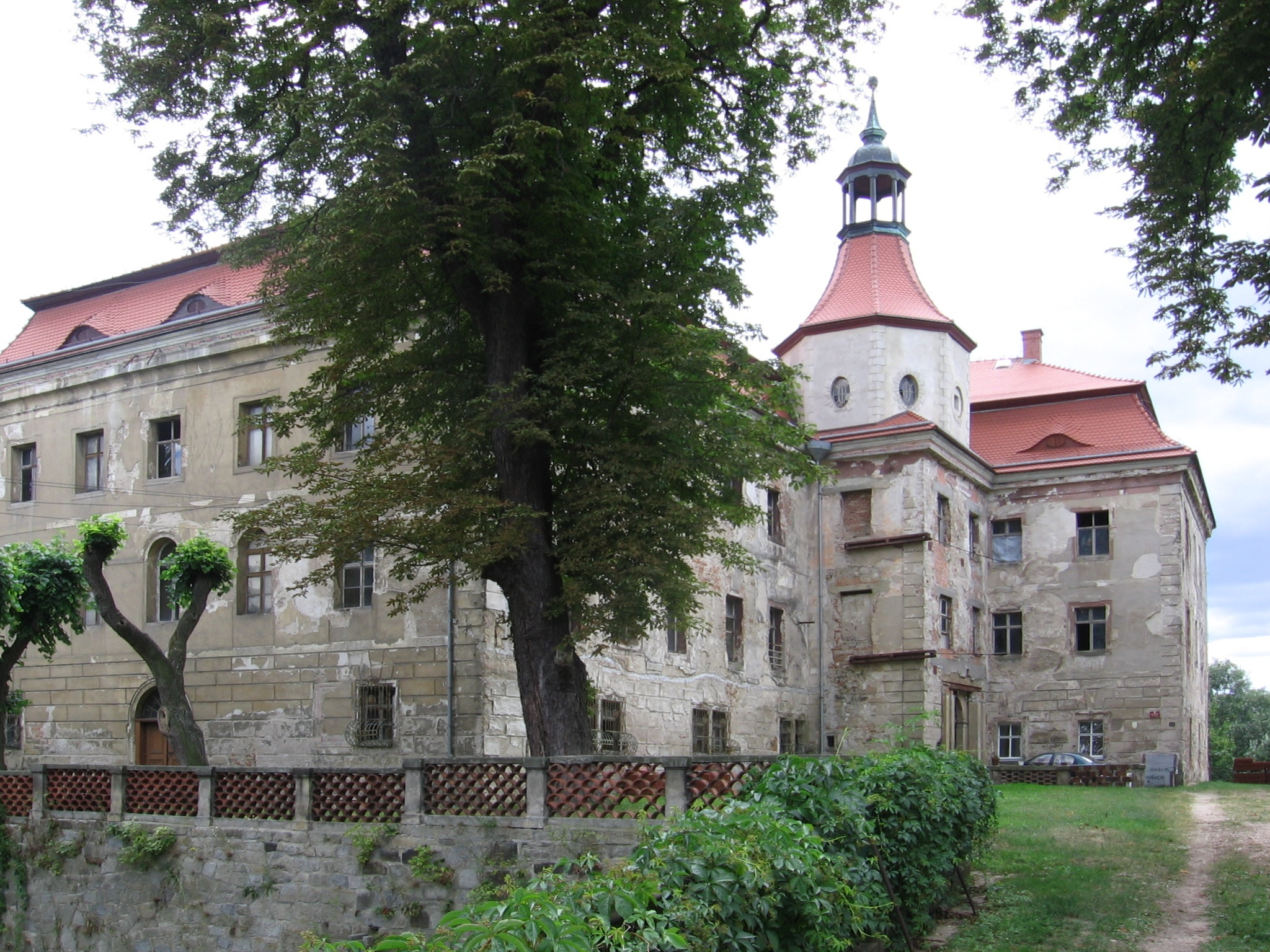
Schloss Domanze

Das Schloss Domanze (polnisch Pałac w Domanicach) ist ein Schloss in Domanice (Domanze) im Powiat Wrocławski (Kreis Breslau) in Polen.

## Geschichte
Im Dorf, das erstmals 1193 erwähnt wurde, entstand am Ufer der Schweidnitzer Weistritz (Bystrzyca) ein Rittersitz, dessen erster bekannter Besitzer das Breslauer Augustiner-Sandstift war. Im 13. Jahrhundert entstand unter adligen Besitzern vermutlich ein Wohnturm über dem Hochufer. Von 1401 bis 1468 war der Ort in Besitz der von Schindel, danach bis 1523 der Freiherren von Schellendorff. Unter den von Mühlheim, die bis 1628 Eigentümer blieben, wurde die Anlage zu einem Renaissanceschloss umgebaut, das im Dreißigjährigen Krieg zerstört wurde. Ludwig Freiherr von Monteverques erwarb die Ruine und ließ sie mit einem Arkaden-Innenhof wiederaufbauen.
Ende des 17. Jahrhunderts wurde die Anlage unter Carl Joseph Graf von Oppersdorf frühbarock umgestaltet. Im Jahr 1777 wurde unter den von Tschirschkys der Turmaufbau mit einem oktogonalen Tambour umgebaut. Ab 1820 wurde das Schloss mit einem Teepavillon, einem Reitbahngebäude, einem Marstall und zwei Wachthäusern im klassizistischen Stil erweitert. Im Jahr 1832 erwarb Friedrich Wilhelm von Brandenburg, seit 1848 preußischer Ministerpräsident, das Schloss. Ab 1909 waren die von Pückler Besitzer, die 1940 für ein Staudammprojekt enteignet wurden.
Nach dem Übergang an Polen 1945 war das Dominium Sitz einer Landwirtschaftlichen Produktionsgenossenschaft, das Schloss der zugehörige Verwaltungssitz. Seit den 1980er Jahren verfällt das Schloss, das sich heute in privatem Besitz befindet.